# Hoplias lacerdae
Hoplias lacerdae, auch als Schwarzer Raubsalmler oder Trahira bezeichnet, gehört zur Familie der Raubsalmler (Erythrynidae) und zählt zu den großen Raubfischen Südamerikas.

## Arten
Nach Ansicht von einigen Taxonomen untergliedert sich Hoplias lacerdae in die Unterarten Hoplias australis, Hoplias brasiliensis (Flüsse in Südwestbrasilien, die in den Atlantik entwässern, Rio Paraguaçu und Rio Jequitinhonha), Hoplias curupira, Hoplias intermedius (Rio São Francisco, oberer Rio Paraná, Rio Doce) und Hoplias lacerdae. Weitere neue Arten wurden in den Fluss-Systemen des  Rio Negro, Trombetas, Tapajós, Xingu, Tocantins und Capim im Amazonasbecken, des oberen Rio Orinoco, Rio Casiquiare in Venezuela, sowie Küstenflüsse in Guyana und Surinam.

## Verbreitung und Lebensraum
Hoplias lacerdae kommt im Flussbecken des Rio Ribeira de Iguape  in den Bundesstaaten São Paulo und Paraná in Brasilien vor. Als weiteres Verbreitungsgebiet wird der Río Uruguay genannt. H. lacerdae lebt in einer Vielzahl von Lebensräumen: In kleinen bis großen Flüssen, unterhalb von Wasserfällen, in Seen und Stauseen.

## Beschreibung
Die Fische werden bis 75 Zentimeter lang und 4,3 Kilogramm schwer, einzelne Exemplare können jedoch auch bis zu einem Meter Körperlänge erreichen. Unterschieden werden die Arten anhand ihrer Unterkieferanatomie. Charakteristisch sind ihre stark entwickelte Schwanzflosse und die graubraune Fleckzeichnung, welche ihnen eine optimale Anpassung an den jeweiligen Untergrund ermöglicht.

## Lebensweise
Hoplias lacerdae hat eine ausgesprochen räuberische Lebensweise. Die Fische sind Lauerjäger und erbeuten aus ihren Unterständen hauptsächlich kleinere Fische. Sein geringer Sauerstoffbedarf ermöglicht ihn eine Anpassung an Gewässer mit niedrigem Sauerstoffgehalt. Während der Laichzeit entwickelt Hoplias lacerdae ein ausgesprochenes Territorialverhalten, wobei das Weibchen das Gelege gegen Eindringlinge und Laichräuber beschützt.

## Wirtschaftliche Bedeutung
Hoplias lacerdae ist ein Speisefisch und wird von Anglern gern erbeutet.